# 遠雄九五
25°03′36″N 121°27′08″E / 25.060054°N 121.452093°E
遠雄九五為位於新北市新莊區新莊副都心的摩天大樓，由遠雄建設興建，為地上42層，地下5層之建築，樓高184.4公尺。完工後為全台最高純住宅(新北市新巨蛋為住商混合)也是新北市第三高（次於板橋大遠百二期辦公大樓、新巨蛋）及新莊副都心最高建築物。